# Lorris
Pour l’article ayant un titre homophone, voir Lauris.
Lorris [lɔʁis] est une commune française située dans la région naturelle du Gâtinais, dans le département du Loiret en région Centre-Val de Loire.

## Géographie

### Localisation

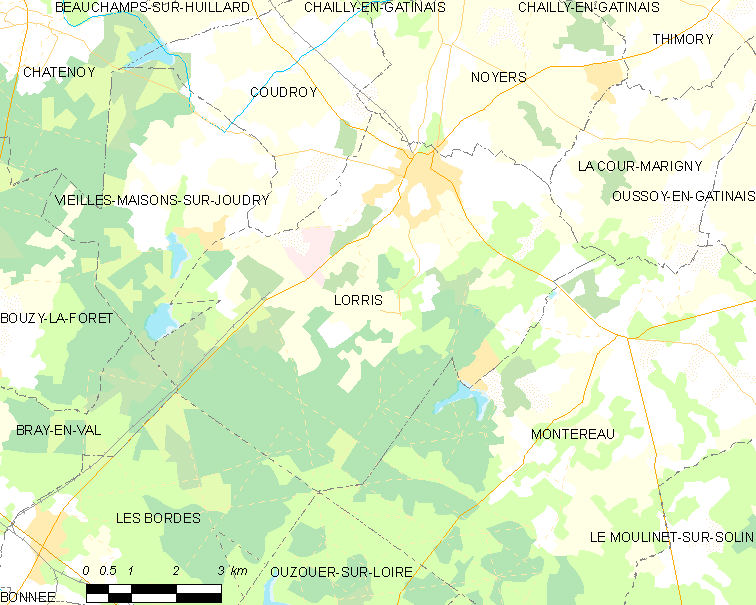
Carte de la commune de Lorris et des communes limitrophes.

La commune de Lorris se trouve dans le quadrant sud-est du département du Loiret, dans la région agricole de l'Orléanais. À vol d'oiseau, elle se situe à 45,2 km  d'Orléans, préfecture du département et à 21,2 km de Montargis, sous-préfecture.
Les communes les plus proches sont : Noyers (2,9 km), Coudroy (4,1 km), Vieilles-Maisons-sur-Joudry (5,1 km), Montereau (5,7 km), La Cour-Marigny (6,3 km), Chailly-en-Gâtinais (6,9 km), Beauchamps-sur-Huillard (7,3 km), Thimory (7,5 km), Presnoy (8,2 km), Auvilliers-en-Gâtinais (8,5 km), Les Bordes (11,8 km), Bray-en-Val (13 km), et Ouzouer-sur-Loire (13,8 km).

### Voies de communication et transports

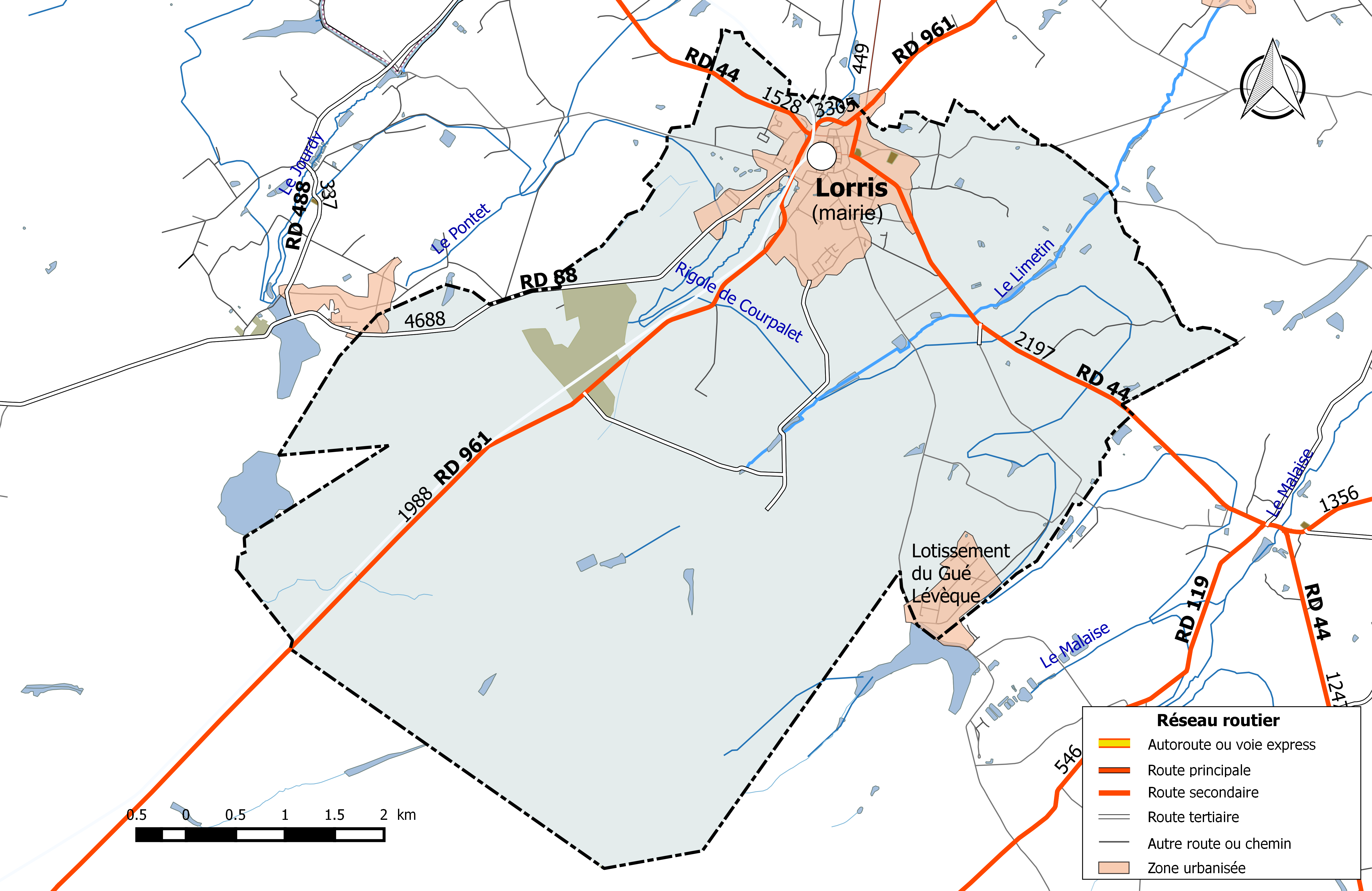
Réseau routier principal de la commune de Lorris (avec indication du trafic routier 2014).

#### Voies de communication
Trois routes principales desservent la commune.
Elle est traversée en direction sud-ouest / nord-est par la D961, qui mène à la sous-préfecture Montargis à 22 km au nord-est (28 min en voiture dans des conditions normales de circulation) et rejoint Les Bordes à 12 km au sud-ouest.
La D88 va de Lorris à Saint-Aignan-des-Gués 16,7 km vers l'ouest-sud-ouest, où elle rejoint la D952 menant à Orléans, préfecture du département à 56 km (53 min) de Lorris.
Enfin, la D44 relie Lorris à Boiscommun, 22 km au nord-ouest, et à Gien, 25,5 km au sud-est.

#### Transports
Lorris est desservie par la ligne d’autocars 12 (Montargis - Dampierre-en-Burly) de la société Ulys.

### Forêt et cours d'eau
La ville a donné son nom au massif de Lorris, portion la plus orientale de la forêt d'Orléans et qui sur la commune occupe l'essentiel du terrain au sud de la ville. Cette belle zone boisée, pratiquement non habitée sauf pour le lotissement de Gué-l'Évêque qui compte environ 130 maisons en bordure Est de commune près du ruisseau la Trêve, est quadrillée par des allées forestières rectilignes, parcourue par de nombreux ruisseaux et parsemée d'étangs et de mares. On peut citer la Rigole de Courpalet dans le nord-ouest de la commune, qui alimente près de la Faisanderie une série d'étangs dont l'étang Clain. Le ruisseau la Poterie y passe peu après sa source en remontant vers le nord et vers Noyers, arrosant le bourg sur son passage. Le Limetin passe plus à l'est, se dirigeant vers le nord-est et alimente une longue série d'étangs dont l'étang de la Motte et l'étang des Bonneaux. La Trève ou Treille, long de 13,9 km, marque la limite Est de la commune sur environ 2,6 km. Plusieurs moulins utilisaient la force motrice de ces cours d'eau.

### Lieux-dits et écarts
A
- L'Augerie

B
- Baratte
- Les Barnabés
- Les Barres
- La Belle Étoile
- Bellevue
- La Bergerie
- La Petite Bergerie
- Le Bignon
- Les Bonneaux
- Les Grands Bonneaux
- Les Petits Bonneaux
- La Borde
- La Petite Borde

C
- La Cannerie
- La Cave
- La Cayenne
- Chamarou
- Cheminée Ronde
- Le Clos Roy
- La Cochonnerie
- La Cour d'Amont
- La Cressonnière

F
- La Faisanderie
- Les Fontenelles
- La Fosse au Pot
- Fouilleux
- Les Fourneaux
- La Fromonière
- La Petite Fromonière

G
- La Gerberonnière
- Glatigny
- La Glazière
- La Gibonnière
- Grand Lieu
- Le Grand Tour
- La Grange des Champs
- Gué-L'Évêque (lotissement)
- Le Gué aux Loups
- Le Gué Neuf
- Le Petit Gué Neuf

H
- Les Petites Haies
- La Hyarde

J
- La Jolive

L
- Limetin
- Le Petit Limetin
- Le Loup Blanc

M
- Madagascar
- Les Grandes Maisons
- La Maison Bourbeuse
- Maison Forestière de Couâme
- Maison Forestière de la Fontanelle
- Maison Neuve
- La Maison de Paille
- La Marqueterie
- La Petite Marqueterie
- La Martinière
- La Motte
- La Motte Sanguin
- La Motte des Vignes
- Le Moulin Crosnier
- Le Moulin Pinon
- Le Moulin Trouvé
- Moussien
- Le Petit Moussien

N
- La Noue

O
- L'Oisellerie

P
- Le Pavillon
- Le Pont de Baratte
- Le Pont Barré
- Le Pont Pinon
- Le Prieuré
- La Proprerie

R
- La République
- La Rigolette
- La Rosière
- La Ruche

S
- Les Sablonnettes
- Les Petites Sablonnettes
- Saint-Lazare
- Le Petit Saint-Lazare
- Saragosse
- La Sauvageonne
- La Scierie

T
- Le Terrier
- La Tuilerie de Saragosse

### Géologie et relief

#### Géologie
La commune se situe dans le sud du Bassin parisien, le plus grand des trois bassins sédimentaires français. Cette vaste dépression, occupée dans le passé par des mers peu profondes et des lacs, a été comblée, au fur et à mesure que son socle s’affaissait, par des sables et des argiles, issus de l’érosion des reliefs alentours, ainsi que des calcaires d’origine biologique, formant ainsi une succession de couches géologiques.
Les couches affleurantes sur le territoire communal sont constituées de formations superficielles du Quaternaire et de roches sédimentaires datant du Cénozoïque, l'ère géologique la plus récente sur l'échelle des temps géologiques, débutant il y a 66 millions d'années. La formation la plus ancienne est de la molasse du Gâtinais remontant à l’époque Miocène de la période Néogène. La formation la plus récente est des dépôts anthropiques remontant à l’époque Holocène de la période Quaternaire. Le descriptif de ces couches est détaillé dans  les feuilles « n°364 - Bellegarde-du-Loiret » et « n°365 - Montargis » de la carte géologique au 1/50 000ème du département du Loiret, et leurs notices associées,.

Carte géologique de la commune.

|  | X :  | dépôts anthropiques                                               |
|  | FC : | alluvions et colluvions du fond des vallées secondaires, Holocène |

|  | qCC : | alluvions Fu dites des '-Cailloutis culminants'- de Sologne, Pliocène supérieur à Pléistocène inférieur, terrasse à +50 à 60 m |

|  | m3-p1SASo : | sables et argiles de Sologne, Langhien supérieur à Pliocène inférieur |
|  | m2MSO :     | marnes et sables de l'Orléanais, Burdigalien                          |
|  | m1MGa :     | molasse du Gâtinais, Aquitanien                                       |

#### Relief
La superficie cadastrale de la commune publiée par l’Insee, qui sert de références dans toutes les statistiques, est de 44,91 km2,. La superficie géographique, issue de la BD Topo, composante du Référentiel à grande échelle produit par l'IGN, est quant à elle de 44,8 km2. L'altitude du territoire varie entre 114 m et 173 m.

### Climat
Pour des articles plus généraux, voir Climat du Centre-Val de Loire et Climat du Loiret.
En 2010, le climat de la commune est de type climat océanique dégradé des plaines du Centre et du Nord, selon une étude du CNRS s'appuyant sur une série de données couvrant la période 1971-2000. En 2020, Météo-France publie une typologie des climats de la France métropolitaine dans laquelle la commune est exposée à un climat océanique altéré et est dans la région climatique Centre et contreforts nord du Massif Central, caractérisée par un air sec en été et un bon ensoleillement.
Pour la période 1971-2000, la température annuelle moyenne est de 10,7 °C, avec une amplitude thermique annuelle de 15,1 °C. Le cumul annuel moyen de précipitations est de 692 mm, avec 11,3 jours de précipitations en janvier et 7,3 jours en juillet. Pour la période 1991-2020, la température moyenne annuelle observée sur la station météorologique de Météo-France la plus proche, sur la commune de Ladon à 13 km à vol d'oiseau, est de 11,7 °C et le cumul annuel moyen de précipitations est de 685,3 mm,. Pour l'avenir, les paramètres climatiques de la commune estimés pour 2050 selon différents scénarios d'émission de gaz à effet de serre sont consultables sur un site dédié publié par Météo-France en novembre 2022.

### Milieux naturels et biodiversité
L'étang d'Orléans, partagé avec la commune de Vieilles-Maisons, est une réserve de chasse.
La rigole de Courpalet, cours d'eau artificiel de 31 km de long qui méandre largement dans la commune, est le plus important chenal d'alimentation du canal d'Orléans. Sur la commune elle passe par les étangs de Saragosse, de Glatigny et de la Motte.

#### Zone spéciale de conservation(Dir. Habitat)

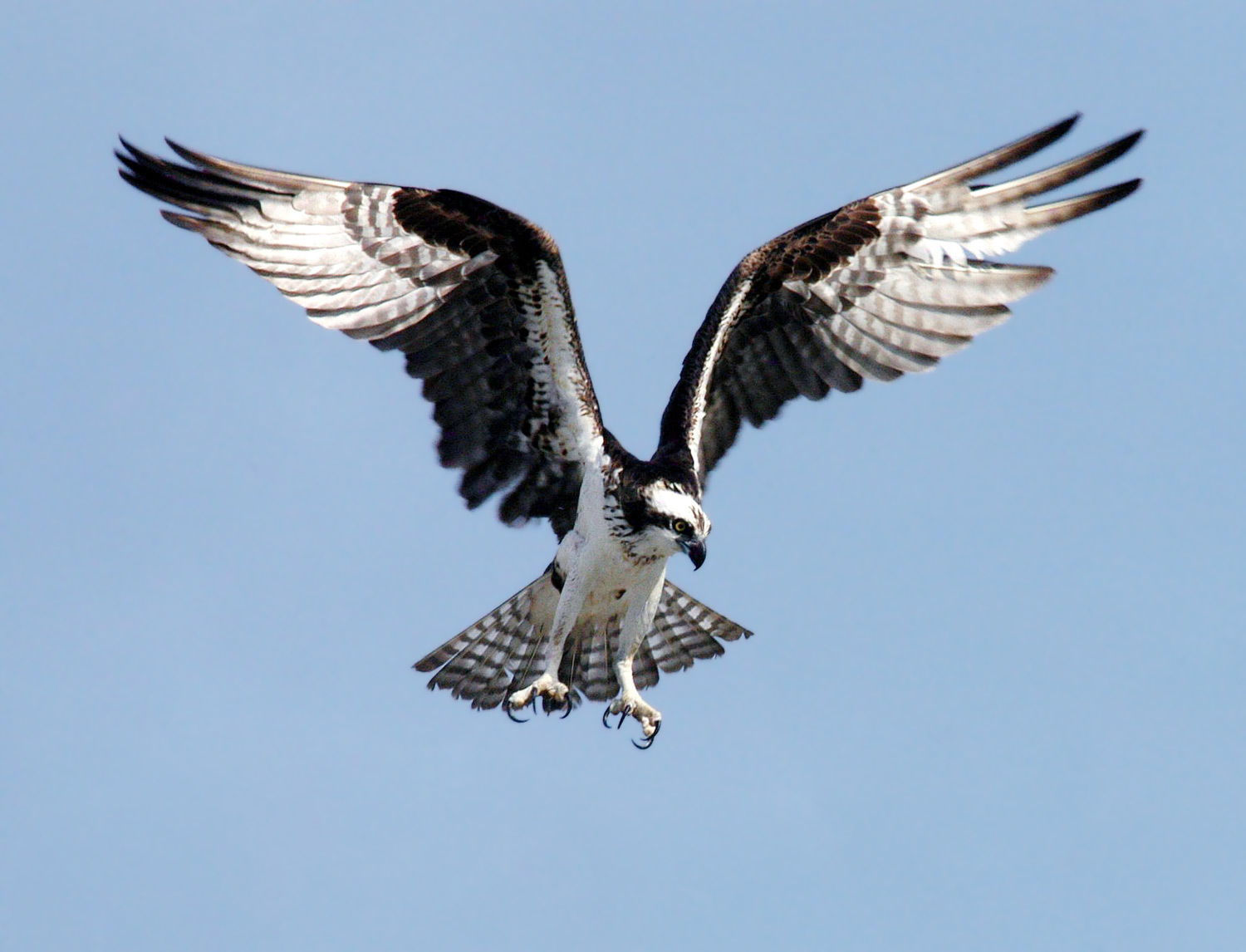
Balbuzard pêcheur

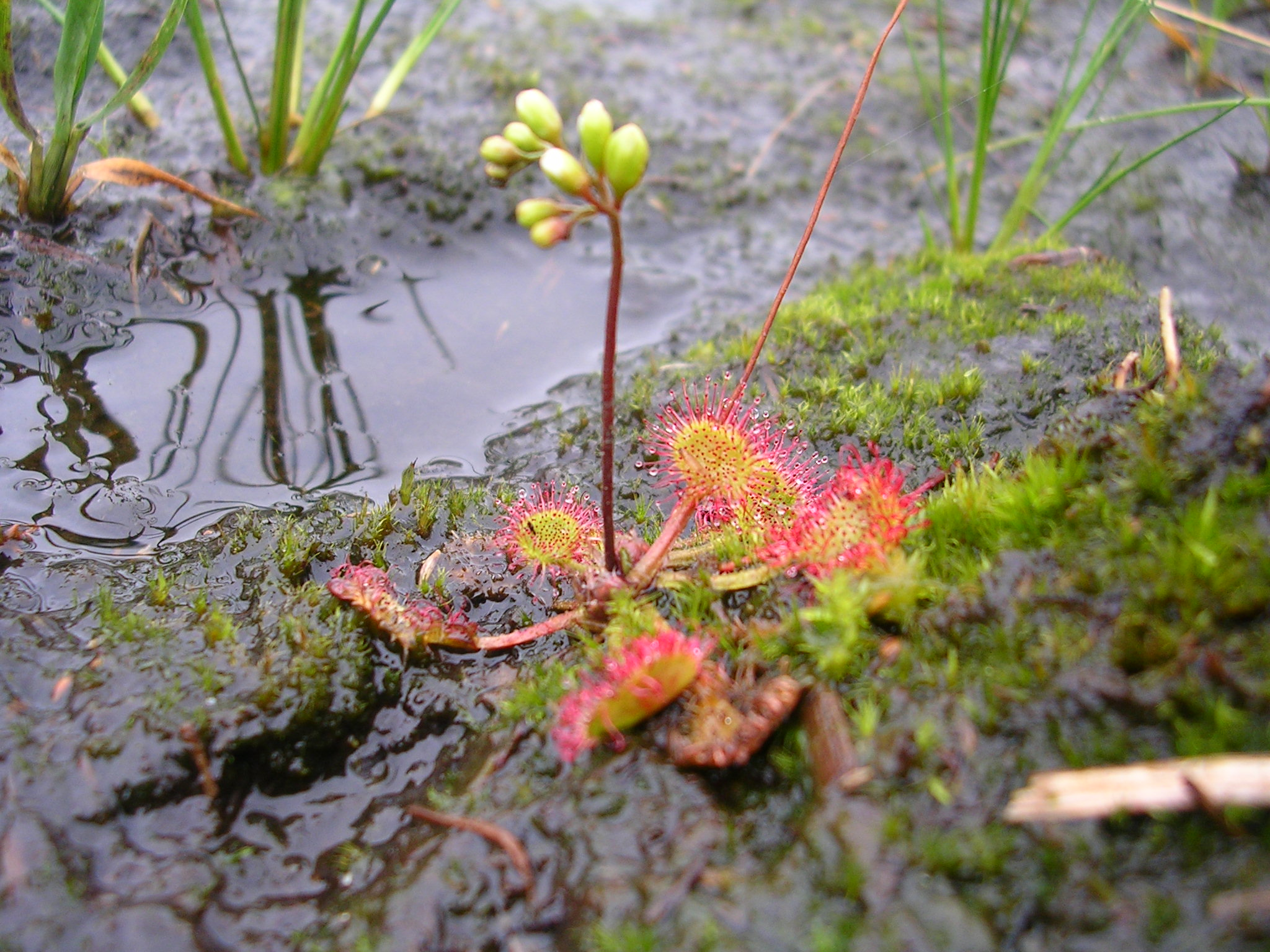
Drosera à feuilles rondes,
plante carnivore

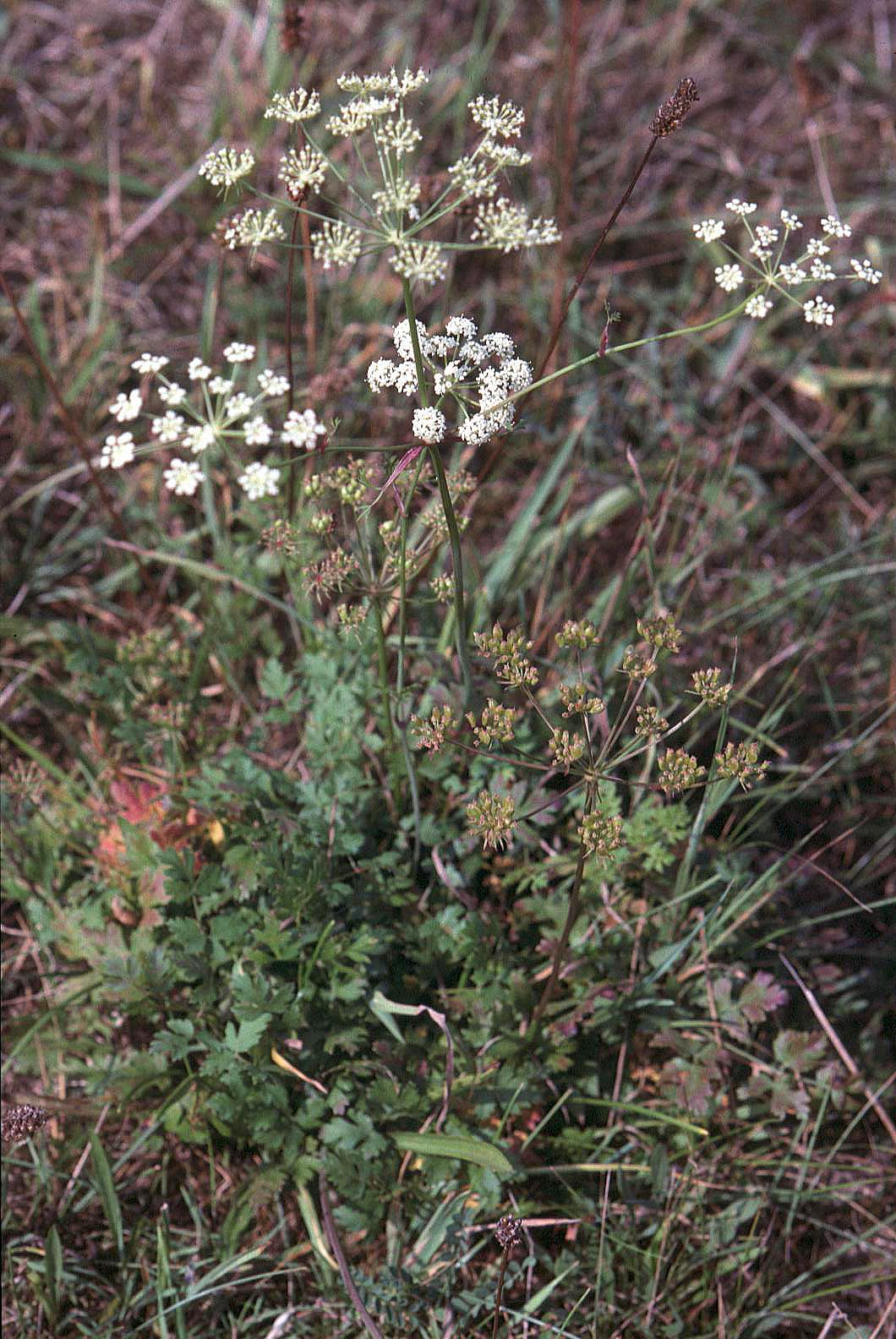
Persil des montagnes

La commune fait partie de la Zone spéciale de conservation (ZSC) de la « Forêt d'Orléans et périphérie », un site d'intérêt communautaire (SIC) selon la directive Habitat. Le premier Arrêté de protection de biotope pour cette ZSC a été passé le 22 décembre 2009 ; le dernier arrêté date du 20 août 2014. La ZSC a une surface de 2 251 hectares et concerne 33 communes.

#### Zone de Protection Spéciale(Dir. Oiseaux)
La commune fait également partie de la zone de protection spéciale (ZPS) de la « Forêt d'Orléans »,, un Site d'Intérêt Communautaire (SIC) selon la directive Oiseaux de 32 177 hectares sur 26 communes.

#### ZNIEFF

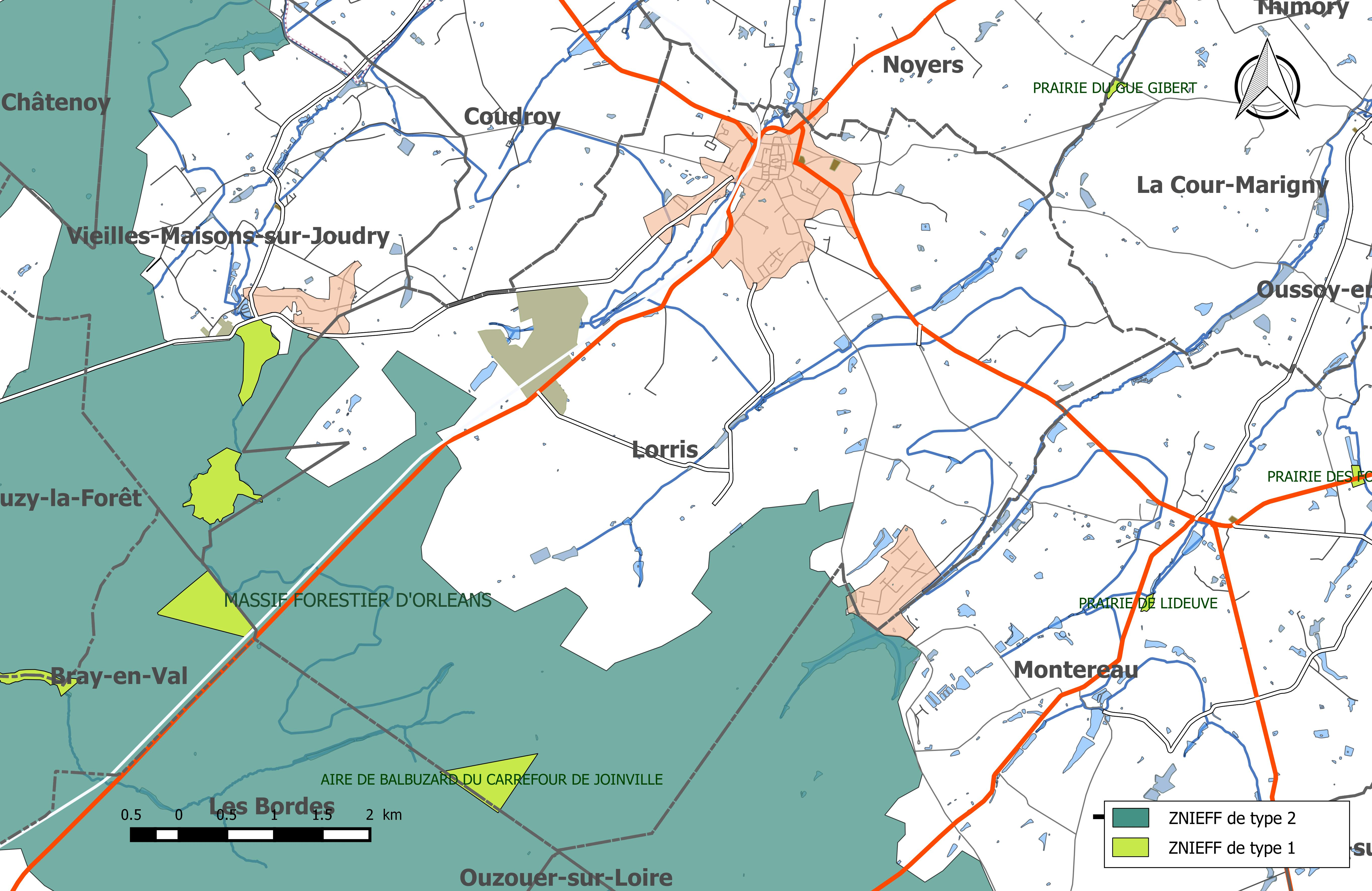
Carte des ZNIEFF de la commune et de ses abords.

Lorris est concerné par quatre zones naturelles d'intérêt écologique, faunistique et floristique (ZNIEFF) :
La ZNIEFF continentale de type 2 du « Massif forestier d'Orléans », soit 36 086,95 hectares, concerne 37 communes dont Vieilles-Maisons.
La ZNIEFF continentale de type 1 des « Étangs d'Orléans et des Bois (massif de Lorris) », soit 52,49 hectares, concerne deux communes : Lorris et Vieilles-Maisons et vise en premier lieu l'habitat d'eaux douces des deux étangs.
La ZNIEFF continentale de type 1 de l'« Aire de Balbuzard du carrefour de Joinville », de 27 hectares uniquement sur la commune de Lorris. Cette ZNIEFF concerne une pinède lâche sur un sol hydromorphe et vise le balbuzard fluviatile qui s'y reproduit depuis 1998. Ce retour spontané du balbuzard, bâtit des aires naturelles (et non sur plate-forme aménagée) est concomitant au retour de l'engoulevent vers la même époque. On y trouve aussi la bécasse des bois et le faucon hobereau, qui y nichent peut-être également depuis 2004 et 2000 respectivement.
La ZNIEFF continentale de type 1 des « Lisières des Six Poteaux (Massif de Lorris) », de 33,42 hectares sur Bray-en-Val et Lorris, proche du carrefour de Sully (sud de la commune). On y trouve des pelouses acidiphiles et les landes humides et sèches, ici en bordure des chemins, et deux mares oligotrophes. La zone abrite l'aigle botté (Hieraaetus pennatus, espèce vulnérable en France métropolitaine), le faucon hobereau (Falco subbuteo, espèce en déclin), l'engoulevent d'Europe (Caprimulgus europaeus, protégé dans toute la France), le busard Saint-Martin (Circus cyaneus espèce en déclin), la bécasse des bois (Scolopax rusticola, la bondrée apivore (Pernis apivorus) et le circaète Jean-le-Blanc (Circaetus gallicus). Les espèces végétales comprennent l'arnica des montagnes (Arnica montana, protégé dans trois régions françaises et dont l'état de conservation est jugé défavorable localement), le droséra à feuilles rondes (Drosera rotundifolia, protégé dans toute la France), la bruyère à quatre angles (Erica tetralix, protégée dans trois régions et deux départements français), le millepertuis des marais (Hypericum elodes, protégé dans cinq régions françaises), le jonc rude (Juncus squarrosus, protégé dans quatre régions françaises), le persil des montagnes (Oreoselinum nigrum, protégé en région Centre et en Bourgogne) et l'hélianthème taché (Tuberaria guttata, protégé dans certaines parties de la France).
Noter la présence sur la commune de l'orchis à fleurs lâches (Anacamptis laxiflora), espèce vulnérable). Parmi les espèces animales sont présentes également la bécassine des marais (Gallinago gallinago, en déclin), le hibou des marais (Asio flammeus), le loup gris (Canis lupus, espèce vulnérable), le pigeon biset (Columba livia, espèce en danger), et la grue cendrée (Grus grus, en danger critique d'extinction).

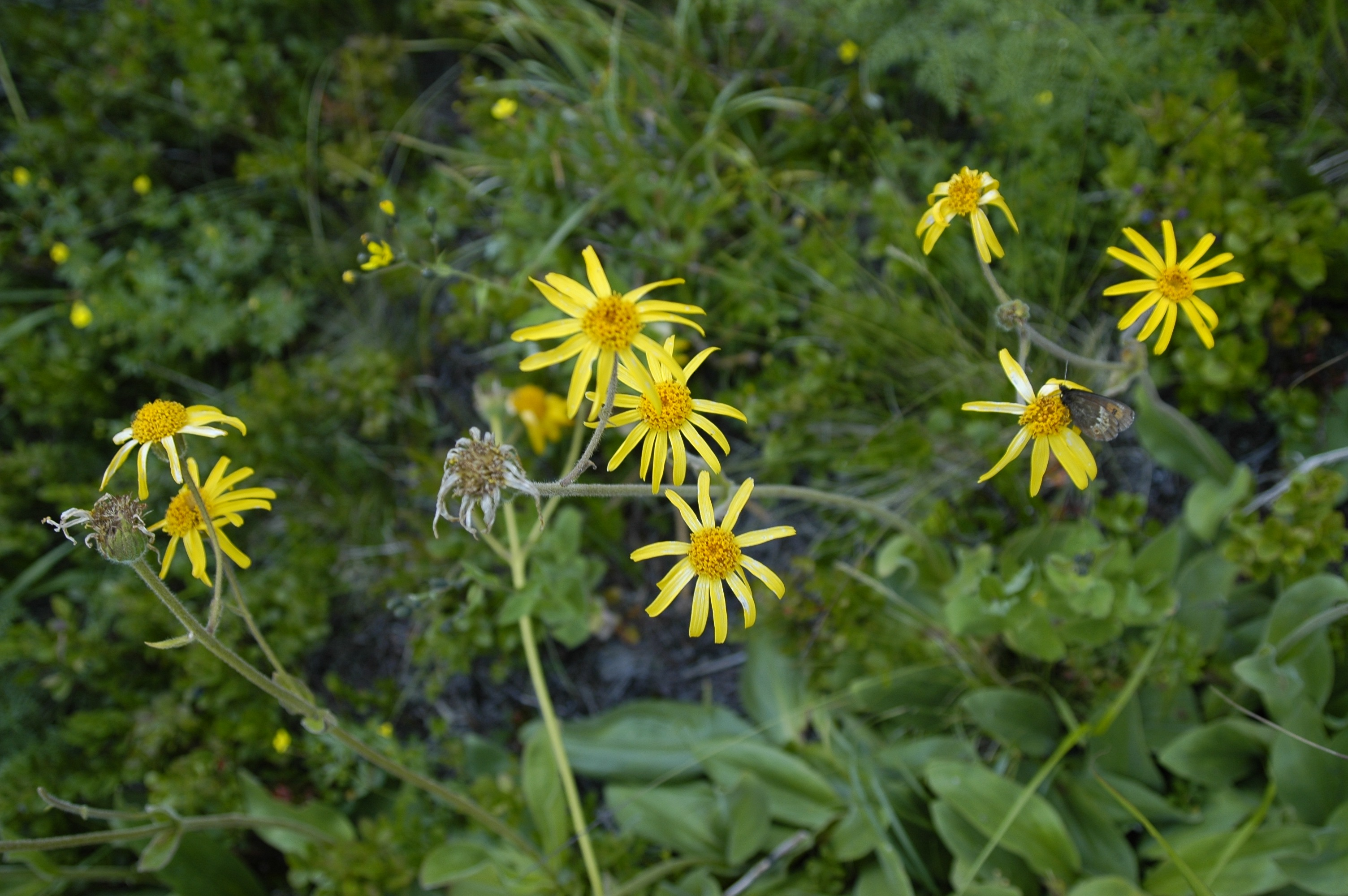
Arnica (Arnica montana)
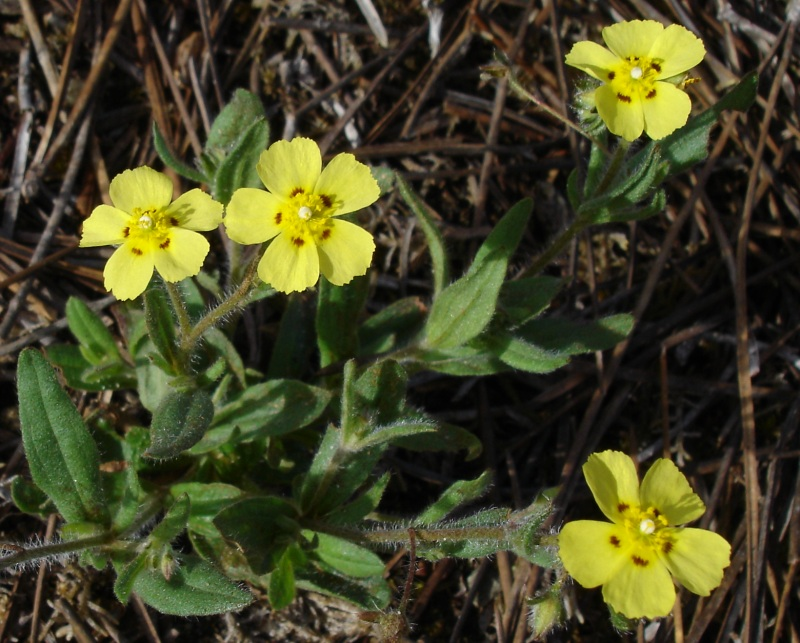
Hélianthème taché (Tuberaria guttata)
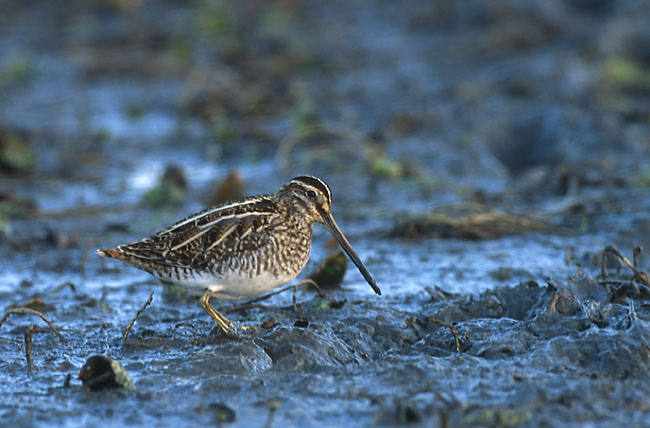
Bécassine des marais (Gallinago gallinago)
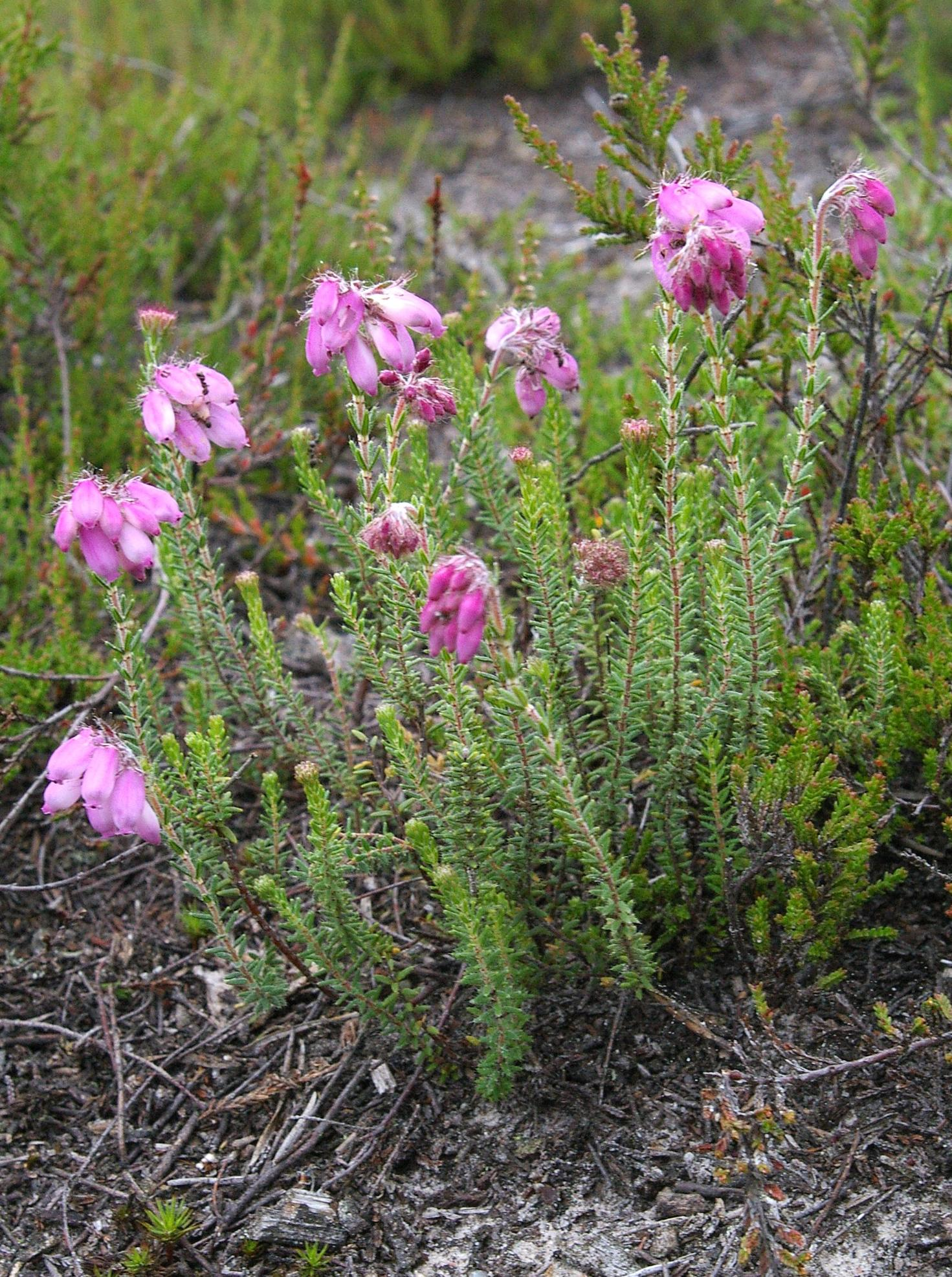
Bruyère à quatre angles (Erica tetralix)
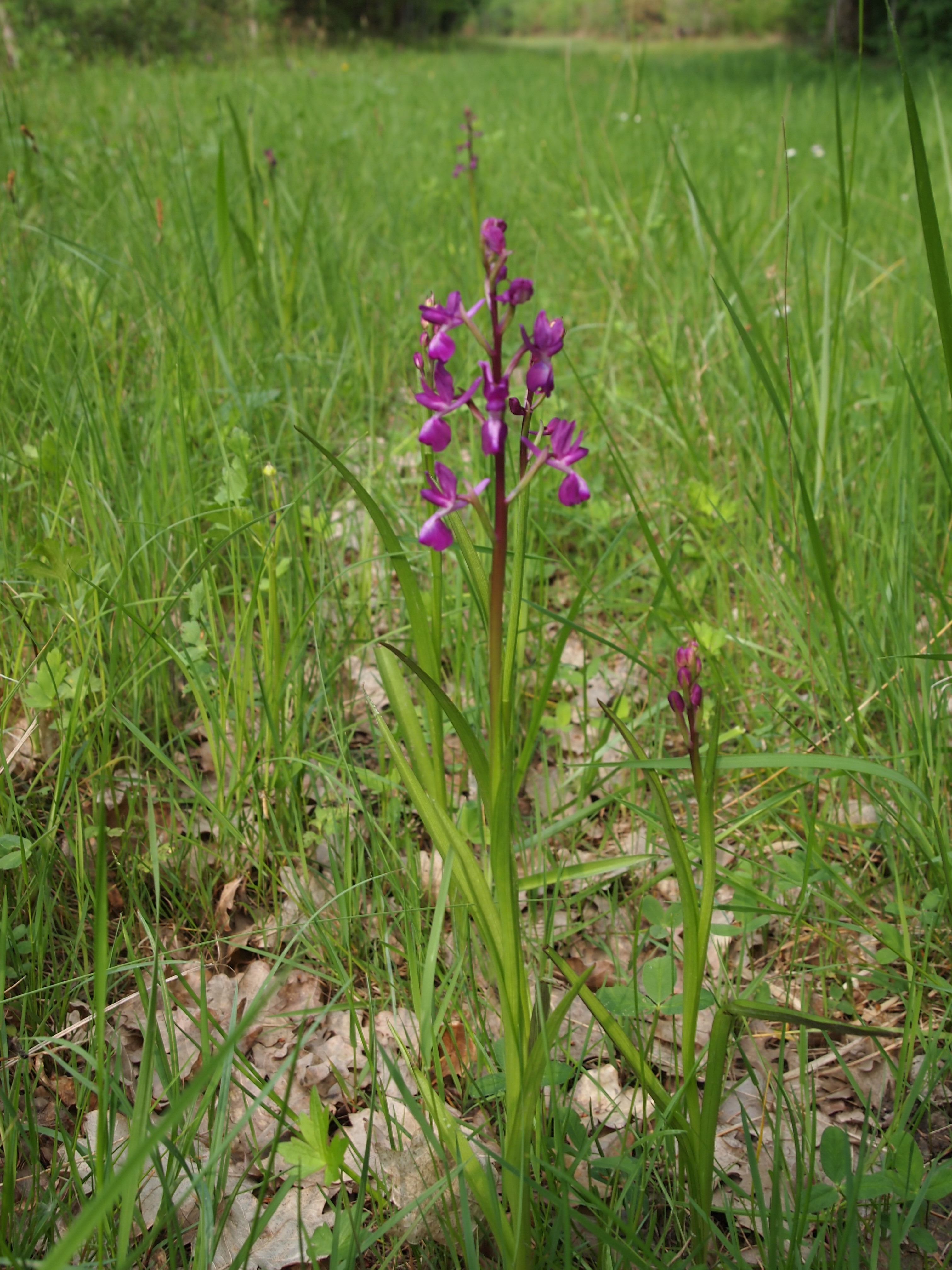
Orchis à fleurs lâches (Anacamptis laxiflora)
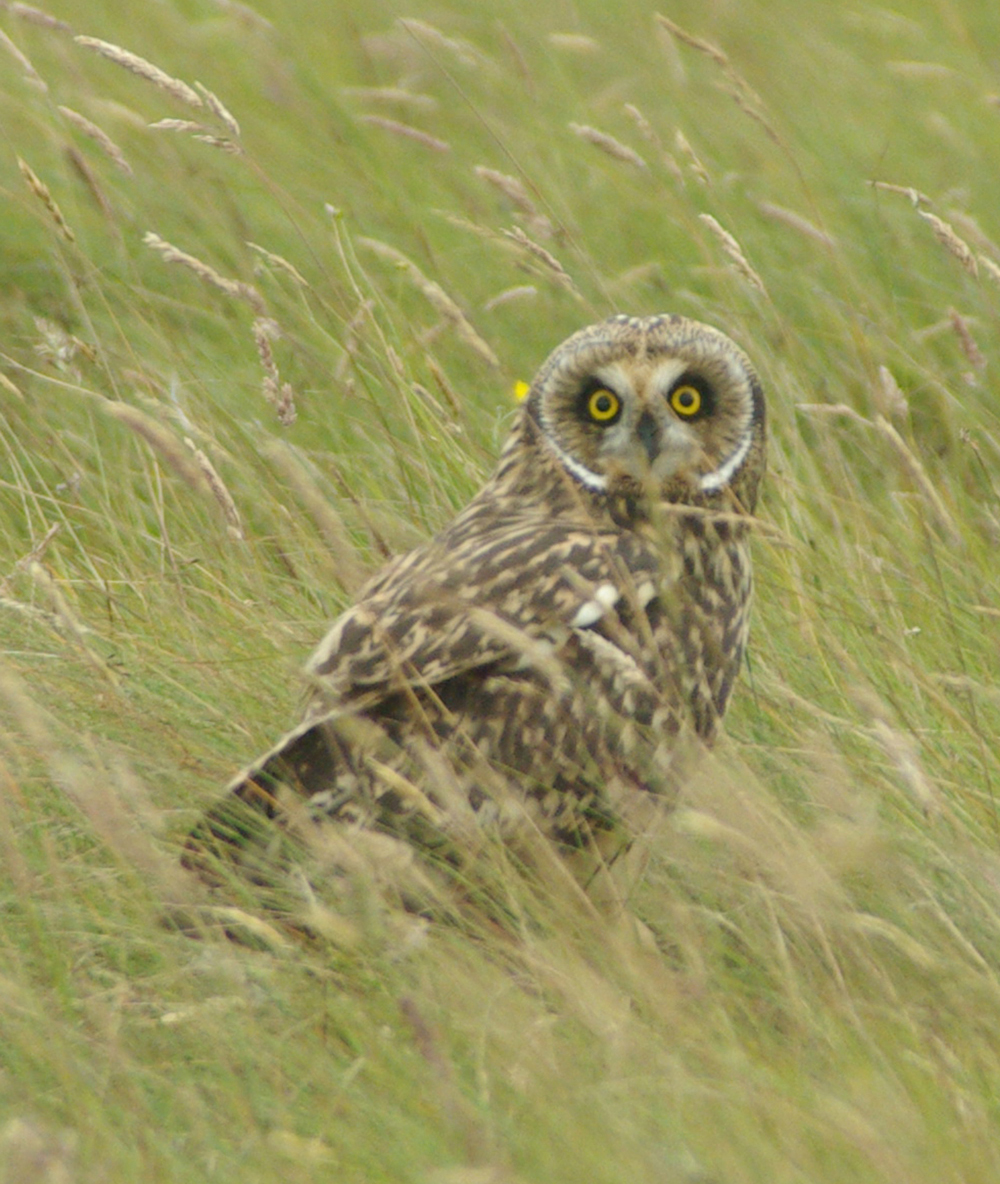
Hibou des marais (Asio flammeus)
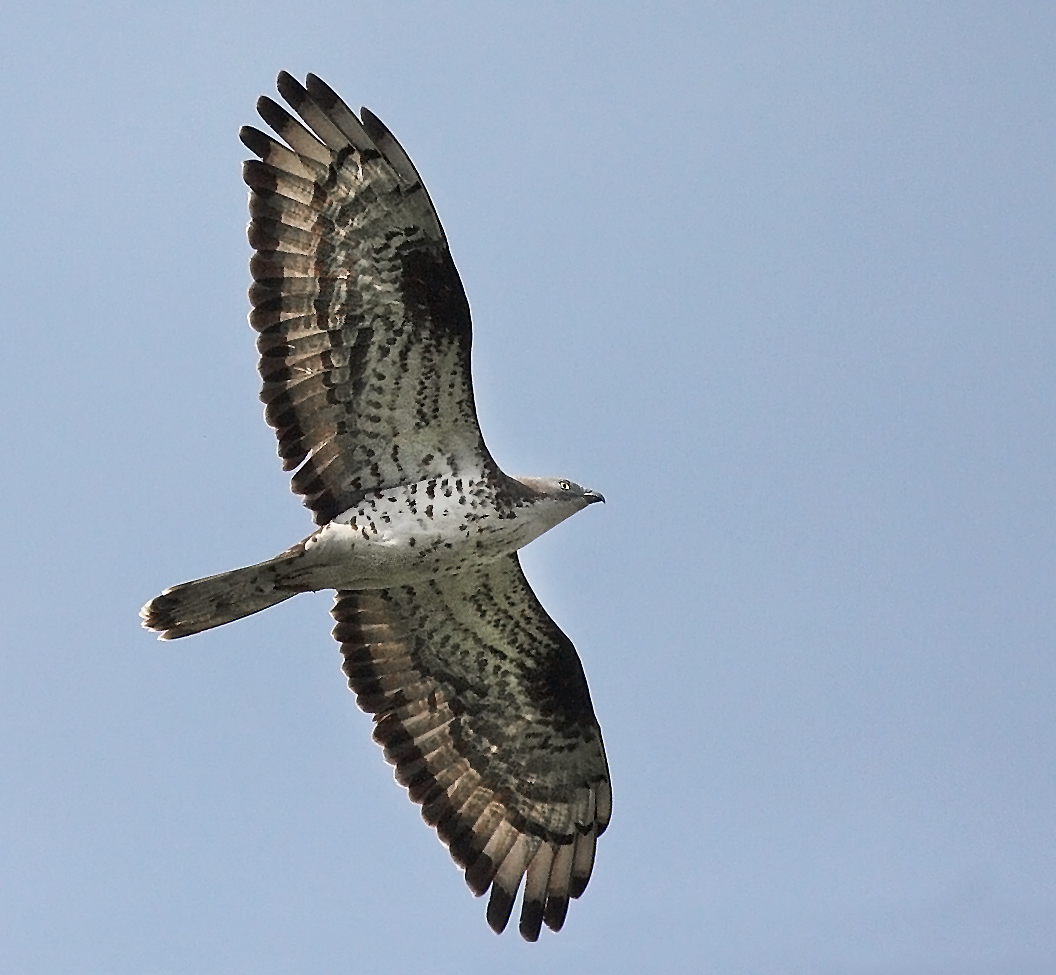
Bondrée apivore (Pernis apivorus)
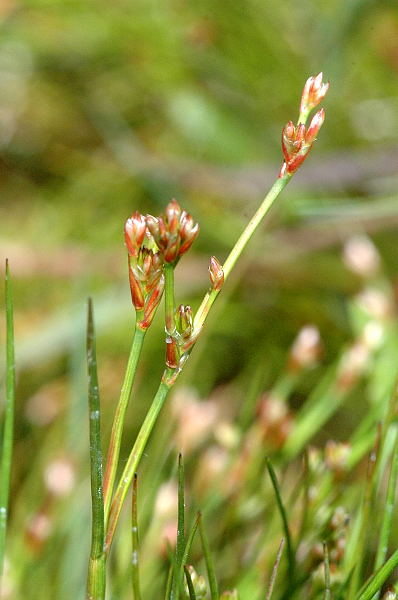
Jonc rude (Juncus squarrosus)
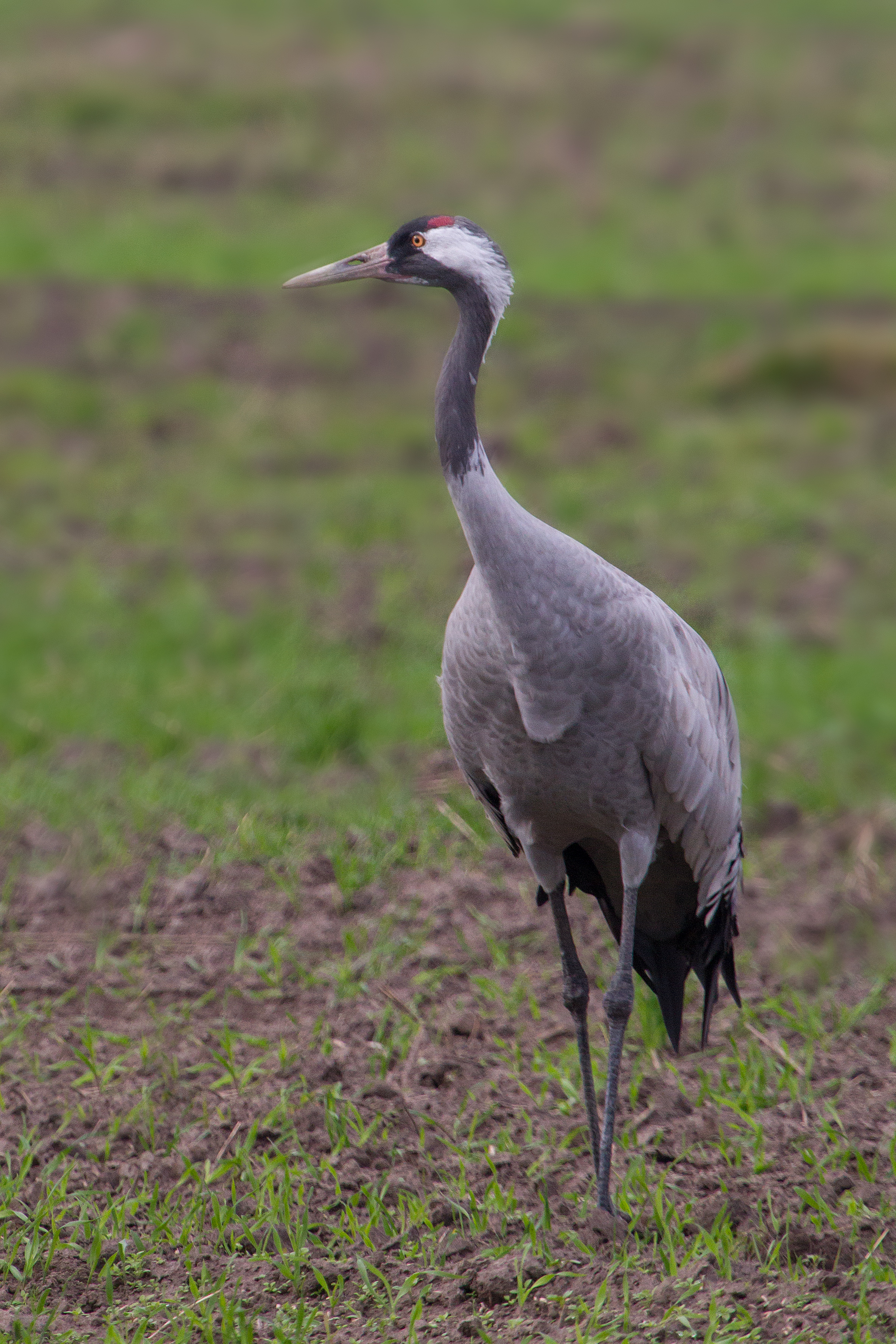
Grue cendrée (Grus grus)
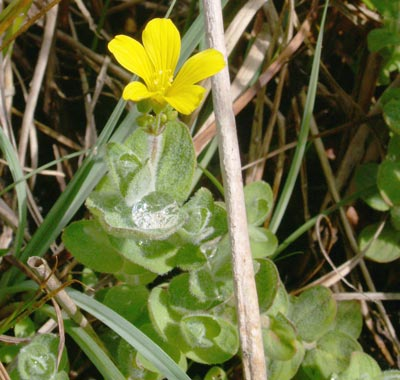
Millepertuis des marais (Hypericum elodes)
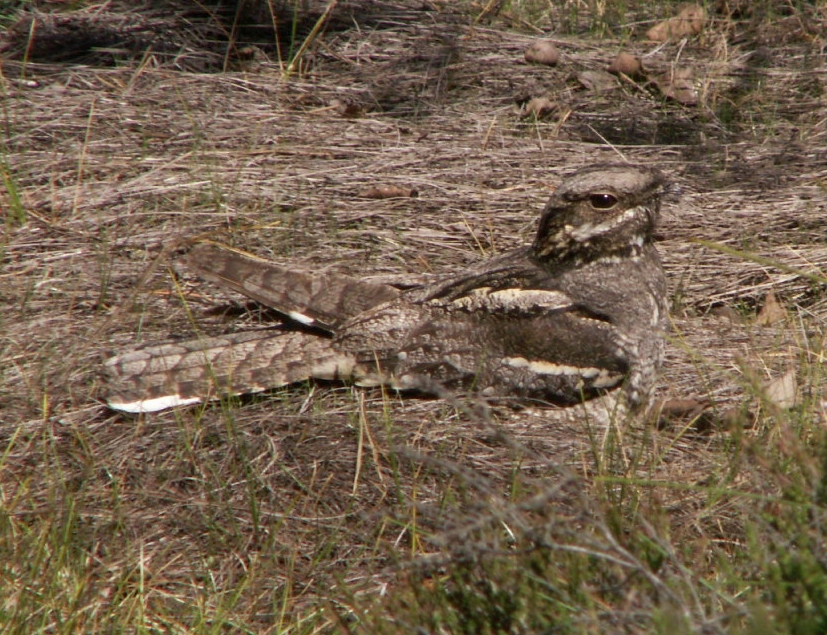
Engoulevent d'Europe (Caprimulgus europaeus)

## Toponymie
Actum Lorriaci in palatio, 1112.
Bas latin Lorriacus. Nom de personne d’origine germanique Lotherus et faux suffixe de possession iacus ; le double r fait difficulté.
La prononciation correcte du nom est [lori] (en roulant les « r », avec un « s » final muet) mais, inexplicablement, depuis la Seconde Guerre mondiale, cette prononciation a quasiment disparu au profit d'un [loris] (sans « r » roulé). Peut-être y a-t-il eu volonté de se démarquer de communes ayant une consonance voisine : Lorrez (prononcé [loré]) ou Loury.

## Histoire

### Moyen Âge
La ville est un rendez-vous de chasse pour les premiers Capétiens au XIIe siècle. Les souverains y entretiennent une cour assez réduite et y signent notamment la Charte de Lorris et la Paix de Lorris.
La charte de Lorris est promulguée en 1134 par le roi de France Louis VI le Gros (1108-1137). Elle donne à Lorris « privilèges et franchises » connus sous le nom de coutumes, ce qui fait de Lorris la première commune libre de France.
La paix de Lorris est signée le 30 octobre 1242 entre Raimond VII, comte de Toulouse, et le roi de France Saint Louis. Les deux hommes renouvellent ainsi le traité de Paris qu'ils ont déjà conclu le 12 avril 1229 sous l'égide de la mère de Saint Louis, Blanche de Castille. Raimon VII renonce aux villes de Narbonne et d'Albi et promet de faire, lui-même, la chasse aux hérétiques, les « cathares ». Ce traité met fin définitivement aux souffrances des Albigeois et à la fronde des barons du midi contre Saint Louis. Par la même occasion, Raimon VII donne sa fille Jeanne en mariage au frère du roi de France, Alphonse de Poitiers.

### XXesiècle

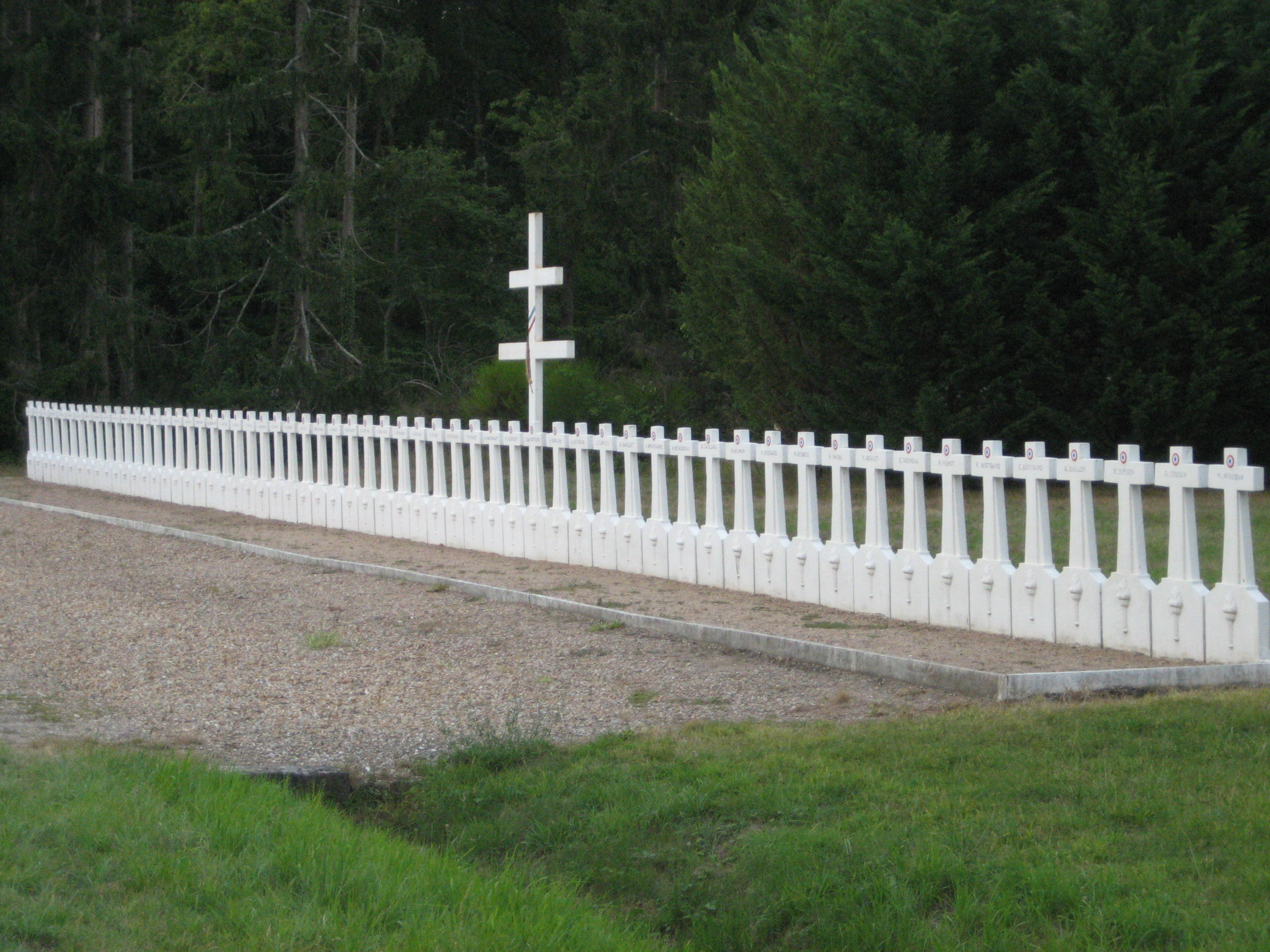
Les cénotaphes des maquisards au carrefour de la Résistance.

Lors de la Seconde Guerre mondiale, le département du Loiret fut l'un des hauts lieux de la Résistance et paya un lourd tribut à la Déportation. Ceci est particulièrement vrai pour Lorris où se situait le très actif maquis de Lorris.
Situé en forêt d'Orléans, dans le massif de Lorris, le Carrefour de la Résistance est l'endroit où ont été massacrés le 14 août 1944 plus de 50 maquisards réfugiés en forêt. Derrière leurs cénotaphes, la maison forestière incendiée par l'occupant qui y avait enfermé les victimes, est restée en l'état.

## Urbanisme

### Typologie
Au 1er janvier 2024, Lorris est catégorisée bourg rural, selon la nouvelle grille communale de densité à sept niveaux définie par l'Insee en 2022.
Elle appartient à l'unité urbaine de Lorris, une unité urbaine monocommunale constituant une ville isolée,. La commune est en outre hors attraction des villes,.

### Occupation des sols
L'occupation des sols de la commune, telle qu'elle ressort de la base de données européenne d’occupation biophysique des sols Corine Land Cover (CLC), est marquée par l'importance des forêts et milieux semi-naturels (54,9 % en 2018), une proportion sensiblement équivalente à celle de 1990 (54,8 %). La répartition détaillée en 2018 est la suivante : 
forêts (53,7 %), terres arables (21,6 %), prairies (12,1 %), zones urbanisées (6,3 %), zones agricoles hétérogènes (3 %), zones industrielles ou commerciales et réseaux de communication (1,7 %), milieux à végétation arbustive et/ou herbacée (1,2 %), eaux continentales (0,3 %).
L'évolution de l’occupation des sols de la commune et de ses infrastructures peut être observée sur les différentes représentations cartographiques du territoire : la carte de Cassini (XVIIIe siècle), la carte d'état-major (1820-1866) et les cartes ou photos aériennes de l'IGN pour la période actuelle (1950 à aujourd'hui).

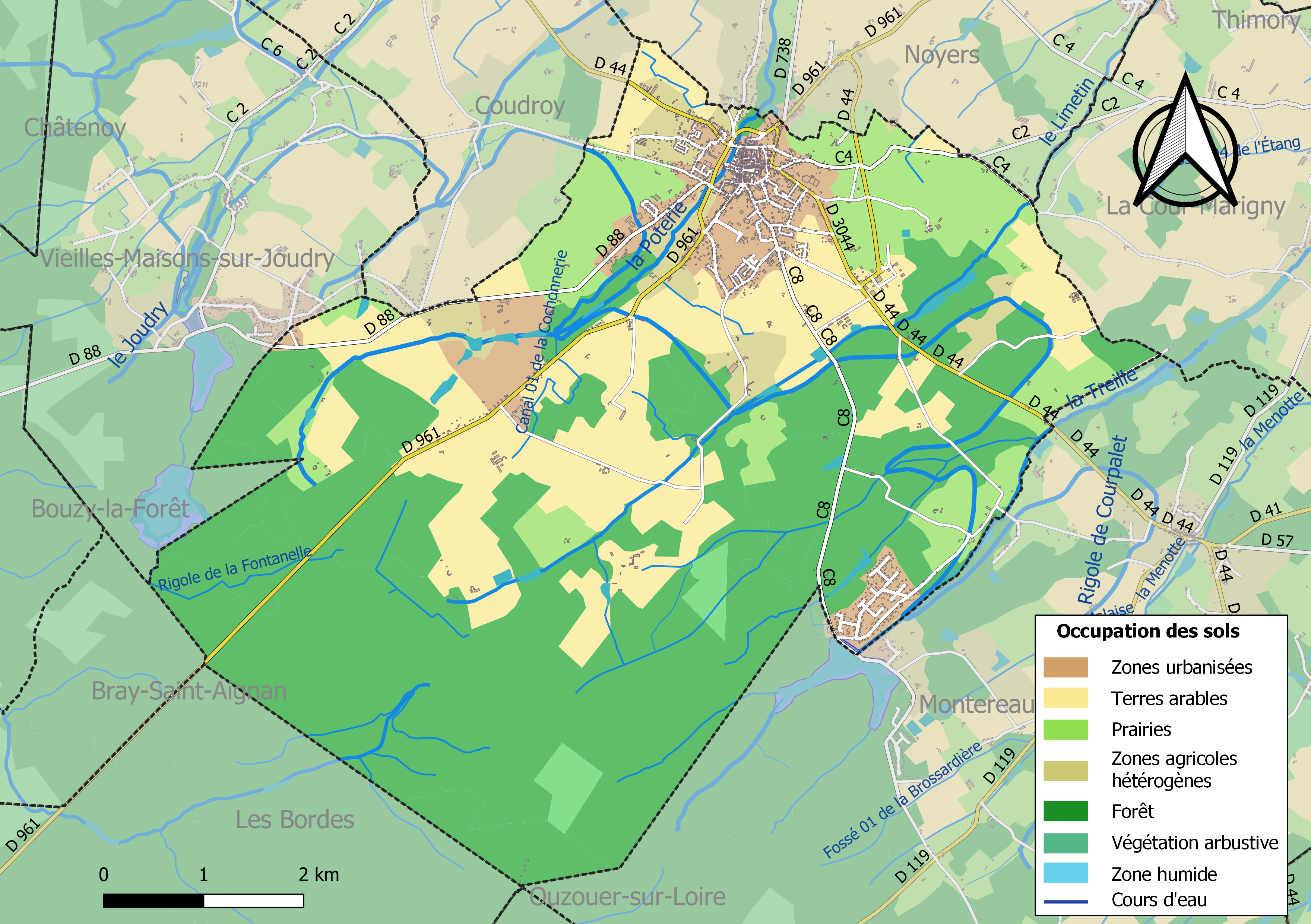
Carte des infrastructures et de l'occupation des sols de la commune en 2018 (CLC).
Carte orthophotographique de la commune en 2016.

### Risques majeurs
La commune de Lorris est vulnérable à différents aléas naturels : climatiques (hiver exceptionnel ou canicule), mouvements de terrains ou sismique (sismicité très faible). Elle est également exposée à deux risques technologiques : le risque nucléaire et le risque de transport de matières dangereuses.
Entre 1989 et 2019, sept arrêtés ministériels ayant porté reconnaissance de catastrophe naturelle ont été pris pour le territoire de la commune : deux pour des inondations et coulées de boues et cinq pour des mouvements de terrains.

#### Risques naturels
Le territoire de la commune peut être concerné par un risque d'effondrement de cavités souterraines non connues. Une cartographie départementale de l'inventaire des cavités souterraines et des désordres de surface a été réalisée. Il a été recensé sur la commune plusieurs effondrements de cavités.
Par ailleurs, le sol du territoire communal peut faire l'objet de mouvements de terrain liés à la sécheresse. Le phénomène de retrait-gonflement des argiles est la conséquence d'un changement d'humidité des sols argileux. Les argiles sont capables de fixer l'eau disponible mais aussi de la perdre en se rétractant en cas de sécheresse. Ce phénomène peut provoquer des dégâts très importants sur les constructions (fissures, déformations des ouvertures) pouvant rendre inhabitables certains locaux. Celui-ci a particulièrement affecté le Loiret après la canicule de l'été 2003. Une grande partie du territoire de la commune est soumise à un aléa « moyen » face à ce risque, selon l'échelle définie par le Bureau de recherches géologiques et minières (BRGM).
Depuis le 22 octobre 2010, la France dispose d’un nouveau zonage sismique divisant le territoire national en cinq zones de sismicité croissante. La commune, à l’instar de l’ensemble du département, est concernée par un risque très faible.

#### Risques technologiques
Dans le domaine des risques technologiques, une partie du territoire de la commune peut être concernée par le risque nucléaire. En cas d’accident grave, certaines installations nucléaires sont en effet susceptibles de rejeter dans l’atmosphère de l’iode radioactif. Or la commune se situe en totalité à l'intérieur du périmètre de 20 km du Plan particulier d'intervention de la centrale nucléaire de Dampierre. À ce titre les habitants de la commune, comme tous ceux résidant dans le périmètre proche de 20 km de la centrale ont bénéficié, à titre préventif, d'une distribution de comprimés d’iode stable dont l’ingestion avant rejet radioactif permet de pallier les effets sur la thyroïde d’une exposition à de l’iode radioactif. En cas d'incident ou d'accident nucléaire, des consignes de confinement ou d'évacuation peuvent être données et les habitants peuvent être amenés à ingérer, sur ordre du préfet, les comprimés en leur possession.
La commune est exposée au risque de transport de matières dangereuses, en raison du passage sur son territoire d'un gazoduc,,.

## Politique et administration

### Découpage territorial

#### Bloc communal: Commune et intercommunalités
La paroisse de Lorris acquiert le statut de municipalité avec le décret du 12 novembre 1789 de l'Assemblée Nationale puis celui de « commune », au sens de l'administration territoriale actuelle, par le décret de la Convention nationale du 10 brumaire an II (31 octobre 1793). Il faut toutefois attendre la loi du 5 avril 1884 sur l'organisation municipale pour qu'un régime juridique uniforme soit défini pour toutes les communes de France, point de départ de l’affirmation progressive des communes face au pouvoir central.
Aucun événement de restructuration majeure du territoire, de type suppression, cession ou réception de territoire, n'a affecté la commune depuis sa création.

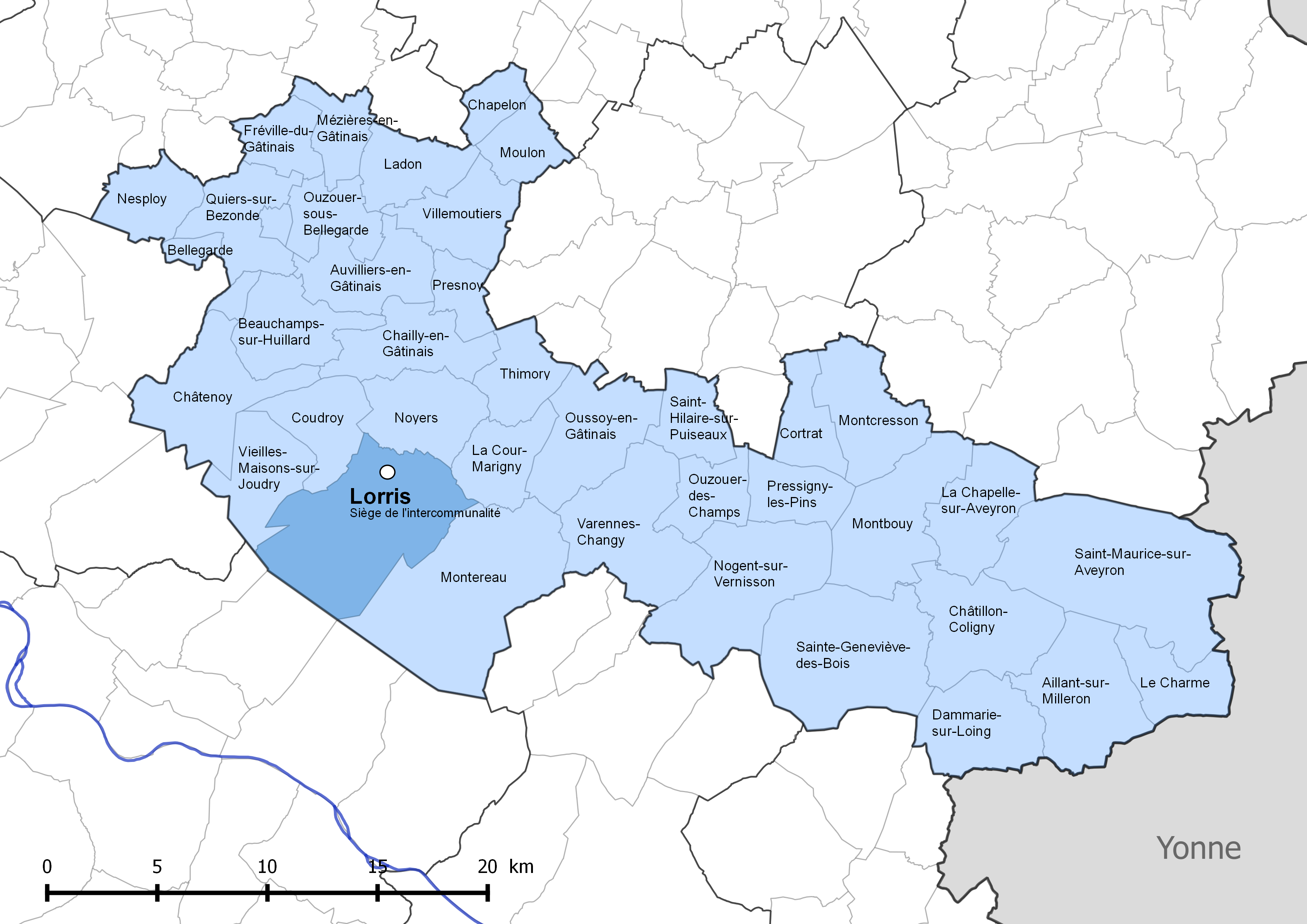
Localisation de la commune de Lorris dans la communauté de communes Canaux et forêts en Gâtinais.

La commune est membre de la communauté de communes du canton de Lorris, une intercommunalité qui remplace l'ancien SIVOM du canton de Lorris créé en février 1969, depuis sa création le 26 décembre 1997 jusqu'au 1er janvier 2017.
Afin de renforcer et réduire le nombre d'intercommunalités en France, la loi du 7 août 2015 portant nouvelle organisation territoriale de la République (dite loi NOTRe) fait passer le seuil démographique minimal de 5 000 à 15 000 habitants pour constituer une intercommunalité, sauf exceptions. Le schéma départemental de coopération intercommunale du Loiret est arrêté sur ces bases le 30 mars 2016 et le nombre d'établissements publics de coopération intercommunale à fiscalité propre passe dans le département du Loiret de 28 (2 communautés d'agglomération et 26 communautés de communes) à 16 (deux communautés d'agglomération et 14 communautés de communes dont une interdépartementale). Les communautés de communes du canton de Lorris et canton de Châtillon-Coligny et du Bellegardois fusionnent ainsi à compter du 1er janvier 2017 en une seule entité : la communauté de communes Canaux et forêts en Gâtinais, dont le siège est à Lorris. Cette nouvelle intercommunalité comprend 38 communes dont Lorris.

#### Circonscriptions de rattachement
La loi du 22 décembre 1789 divise le pays en 83 départements découpés chacun en six à neuf districts eux-mêmes découpés en cantons regroupant des communes. Les districts, tout comme les départements, sont le siège d’une administration d’État et constituent à ce titre des circonscriptions administratives. La commune de Lorris est alors incluse dans le canton de Lorris, le district de Montargis et le département du Loiret.
La recherche d’un équilibre entre la volonté d’organiser une administration dont les cadres permettent l’exécution et le contrôle des lois d’une part, et la volonté d’accorder une certaine autonomie aux collectivités de base (paroisses, bourgs, villes) d’autre part, s’étale de 1789 à 1838. Les découpages territoriaux évoluent ensuite au gré des réformes visant à décentraliser ou recentraliser l'action de l'État. La régionalisation fonctionnelle des services de l'État (1945-1971) aboutit à la création de régions. L'acte I de la décentralisation de 1982-1983 constitue une étape importante en donnant l'autonomie aux collectivités territoriales, régions, départements et communes. L'acte II intervient en 2003-2006, puis l'acte III en 2012-2015.
Le tableau suivant présente les rattachements, au niveau infra-départemental, de la commune de Lorris aux différentes circonscriptions administratives et électorales ainsi que l'historique de l'évolution de leurs territoires.
| Circonscription             | Nom                | Période   | Type                         | Évolution du découpage territorial |
| --------------------------- | ------------------ | --------- | ---------------------------- | --- |
| District                    | Montargis          | 1790-1795 | Administrative               | La commune est rattachée au district de Montargis de 1790 à 1795,. La Constitution du 5 fructidor an III, appliquée à partir de vendémiaire an IV (1795) supprime les districts, rouages administratifs liés à la Terreur, mais maintient les cantons qui acquièrent dès lors plus d'importance. |
| Canton                      | Lorris             | 1790-1801 | Administrative et électorale | Le 10 février 1790, la municipalité de Lorris est rattachée au canton de Lorris,. Les cantons sont supprimés, en tant que découpage administratif, par une loi du 26 juin 1793, et ne conservent qu'un rôle électoral. Ils permettent l’élection des électeurs du second degré chargés de désigner les députés. Les cantons acquièrent une fonction administrative avec la disparition des districts en 1795. |
| Canton                      | Lorris             | 1801-2015 | Administrative et électorale | Sous le Consulat, un redécoupage territorial visant à réduire le nombre de justices de paix ramène le nombre de cantons dans le Loiret de 59 à 31. Lorris est alors rattachée par arrêté du 9 vendémiaire an X (30 septembre 1801) au canton de Lorris, sous le nom de Lorris,. |
| Canton                      | Lorris             | 2015-     | Électorale                   | La loi du 17 mai 2013 et ses décrets d'application publiés en février et mars 2014 introduisent un nouveau découpage territorial pour les élections départementales. La commune est alors rattachée au nouveau canton de Lorris. Depuis cette réforme, plus aucun service de l'État n'exerce sa compétence sur un territoire s'appuyant sur le nouveau découpage cantonal. Le canton a disparu en tant que circonscription administrative de l'État ; il est désormais uniquement une circonscription électorale dédiée à l'élection d'un binôme de conseillers départementaux siégeant au conseil départemental. |
| Arrondissement              | Montargis          | 1801-     | Administrative               | Lorris est rattachée à l'arrondissement de Montargis depuis sa création en 1801,. |
| Circonscription législative | 6e circonscription | 2010-     | Électorale                   | Lors du découpage législatif de 1986, le nombre de circonscriptions législatives passe dans le Loiret de 4 à 5. Un nouveau redécoupage intervient en 2010 avec la loi du 23 février 2010. En attribuant un siège de député « par tranche » de 125 000 habitants, le nombre de circonscriptions par département varie désormais de 1 à 21,. Dans le Loiret, le nombre de circonscriptions passe de cinq à six. Lorris, initialement rattachée à la cinquième circonscription, est, après 2010, rattachée à la sixième circonscription.                                                                             |

#### Collectivités de rattachement
La commune de Lorris est rattachée au département du Loiret et à la région Centre-Val de Loire, à la fois circonscriptions administratives de l'État et collectivités territoriales.

### Politique et administration municipales

#### Conseil municipal et maire
Depuis les élections municipales de 2014, le conseil municipal  de Lorris, commune de plus de 1 000 habitants, est élu au scrutin proportionnel de liste à deux tours (sans aucune modification possible de la liste), pour un mandat de six ans renouvelable. Il est composé de 23 membres. L'exécutif communal est constitué par le maire, élu par le conseil municipal parmi ses membres, pour un mandat de six ans, c'est-à-dire pour la durée du mandat du conseil. VValérie Martin est maire depuis 2014.
| Période                                  | Période        | Identité               | Étiquette | Qualité                                                                                             |
| ---------------------------------------- | -------------- | ---------------------- | --------- | --------------------------------------------------------------------------------------------------- |
| Les données manquantes sont à compléter. |                |                        |           | |
| ?                                        | ?              | Louis-Henri Prochasson |           | Propriétaire Conseiller général de Lorris (1850 → 1861)                                             |
| ?                                        | ?              | Louis-Lucien Naudin    |           | Médecin Conseiller général de Lorris (1901 → 1919)                                                  |
| ?                                        | ?              | Constant Leturcq       | DVD       | Notaire Conseiller général de Lorris (1937 → 1940 et 1945 → 1949)                                   |
| ?                                        | ?              | Constant Renard        | Rad.      | Quincailler Conseiller général de Lorris (1936 → 1937)                                              |
| 1978                                     | mars 1989      | Jean Lanthiez          | UDF-PR    | Médecin Conseiller général de Lorris (1992 → 1996)                                                  |
| mars 1989                                | septembre 1998 | Bernard Charpentier    | RPR       | Agriculteur Conseiller général de Lorris (1973→ 1992)                                               |
| mars 2001                                | mars 2014      | Jean-Paul Godfroy      | UMP       | Colonel                                                                                             |
| mars 2014                                | En cours       | Valérie Martin,        | DVD-LR    | Adjointe au maire (2001 → 2014) 1re vice-présidente de la CC Canaux et Forêts en Gâtinais (2020 → ) |

## Équipements et services

### Environnement

#### Gestion des déchets
En 2016, la commune est membre du SICTOM de la région de Châteauneuf-sur-Loire, créé en 1976. Celui-ci assure la collecte et le traitement des ordures ménagères résiduelles, des emballages ménagers recyclables et des encombrants en porte à porte et du verre en points d’apport volontaire. Un réseau de dix déchèteries, dont une est située sur le territoire communal, accueille les encombrants et autres déchets spécifiques (déchets verts, déchets dangereux, gravats, ferraille, cartons…). L'élimination et la valorisation énergétique des déchets ménagers et de ceux issus de la collecte sélective sont effectuées par le SYCTOM de Gien-Châteauneuf-sur-Loire qui comprend un centre de transfert de déchets ménagers et un centre de stockage de déchets ultimes (CSDU) de classe II à Saint-Aignan-des-Gués ainsi qu'une usine d’incinération des ordures ménagères à Gien-Arrabloy.
Depuis le 1er janvier 2017, la « gestion des déchets ménagers » ne fait plus partie des compétences de la commune mais est une compétence obligatoire de la communauté de communes Canaux et Forêts en Gâtinais en application de la loi NOTRe du 7 août 2015.

#### Production et distribution d'eau
Le service public d’eau potable est une compétence obligatoire des communes depuis l’adoption de la loi du 30 décembre 2006 sur l’eau et les milieux aquatiques. Au 31 décembre 2016, la production et la distribution de l'eau potable sur le territoire communal sont assurées par le syndicat intercommunal d'alimentation en eau potable de Lorris, un syndicat créé en 1971 desservant quatre communes : Coudroy, Lorris, Noyers et Vieilles-Maisons-sur-Joudry,,.
La loi NOTRe du 7 août 2015 prévoit que le transfert des compétences « eau et assainissement » vers les communautés de communes sera obligatoire à compter du 1er janvier 2020. Le transfert d’une compétence entraîne de facto la mise à disposition gratuite de plein droit des biens, équipements et services publics utilisés, à la date du transfert, pour l'exercice de ces compétences et la substitution de la communauté dans les droits et obligations des communes,.

#### Assainissement
La compétence assainissement, qui recouvre obligatoirement la collecte, le transport et l’épuration des eaux usées, l’élimination des boues produites, ainsi que le contrôle des raccordements aux réseaux publics de collecte, est assurée par la commune elle-même.
La commune est raccordée à une station d'épuration située sur le territoire communal, mise en service le 1er septembre 2003 et dont la capacité nominale de traitement est de  3 500 EH, soit 700 m3/jour. Cet équipement utilise un procédé d'épuration biologique dit « à boues activées ». Son exploitation est assurée en 2017 par la Lyonnaise des Eaux,.
L’assainissement non collectif (ANC) désigne les installations individuelles de traitement des eaux domestiques qui ne sont pas desservies par un réseau public de collecte des eaux usées et qui doivent en conséquence traiter elles-mêmes leurs eaux usées avant de les rejeter dans le milieu naturel. La communauté de communes du canton de Lorris a créé, par délégation de ses communes adhérentes, le service public d'assainissement non collectif (SPANC), qui a pour mission de contrôler les installations neuves et existantes, la mise en place d’un service de vidange et la réhabilitation des installations,. Depuis le 1er janvier 2017, c'est la communauté de communes Canaux et Forêts en Gâtinais, issue de la fusion de la communauté de communes du canton de Lorris, de la communauté de communes de Châtillon-Coligny et de la communauté de communes du Bellegardois, qui assure, par substitution, le SPANC.

### Enseignement
Lorris, qui fait partie de la zone B, est situé dans l'académie d'Orléans-Tours. On y trouve une école maternelle, une école primaire et un collège :
- École maternelle Marc O'Neill, rue Saint-Exupéry[96]
- École élémentaire Marc O'Neill, dans le quartier de la Noue[97]
- Collège Guillaume de Lorris, 38 Rue Saint Lazare[98],[99].

Les lycées les plus proches sont :
- Lycée d'enseignement général et technologique agricole le Chesnoy (Amilly, 19 km)
- Lycée Durzy (Villemandeur, 19.4 km)
- Lycée professionnel Jeannette Verdier (Montargis, 20 km)
- Lycée privé Saint-Louis (Montargis, 20 km)
- Lycée professionnel Château Blanc (Châlette-sur-Loing, 20 km)
- Section d'enseignement général et technologique du lycée professionnel Château Blanc (Châlette-sur-Loing, 20 km)

## Population et société

### Démographie
L'évolution du nombre d'habitants est connue à travers les recensements de la population effectués dans la commune depuis 1793. Pour les communes de moins de 10 000 habitants, une enquête de recensement portant sur toute la population est réalisée tous les cinq ans, les populations de référence des années intermédiaires étant quant à elles estimées par interpolation ou extrapolation. Pour la commune, le premier recensement exhaustif entrant dans le cadre du nouveau dispositif a été réalisé en 2005.
En 2022, la commune comptait 3 002 habitants, en évolution de +3,59 % par rapport à 2016 (Loiret : +1,89 %, France hors Mayotte : +2,11 %).
| 1793  | 1800  | 1806  | 1821  | 1831  | 1836  | 1841  | 1846  | 1851  |
| ----- | ----- | ----- | ----- | ----- | ----- | ----- | ----- | ----- |
| 1 500 | 1 526 | 1 628 | 1 604 | 1 759 | 1 846 | 1 847 | 2 010 | 2 088 |

| 1856  | 1861  | 1866  | 1872  | 1876  | 1881  | 1886  | 1891  | 1896  |
| ----- | ----- | ----- | ----- | ----- | ----- | ----- | ----- | ----- |
| 2 072 | 2 008 | 2 085 | 2 002 | 2 126 | 2 186 | 2 170 | 2 247 | 2 169 |

| 1901  | 1906  | 1911  | 1921  | 1926  | 1931  | 1936  | 1946  | 1954  |
| ----- | ----- | ----- | ----- | ----- | ----- | ----- | ----- | ----- |
| 2 181 | 2 159 | 2 084 | 2 137 | 1 967 | 1 907 | 2 032 | 1 995 | 1 962 |

| 1962  | 1968  | 1975  | 1982  | 1990  | 1999  | 2005  | 2006  | 2010  |
| ----- | ----- | ----- | ----- | ----- | ----- | ----- | ----- | ----- |
| 1 897 | 2 170 | 2 265 | 2 556 | 2 620 | 2 674 | 2 777 | 2 815 | 2 966 |

| 2015  | 2020  | 2022  | - | - | - | - | - | - |
| ----- | ----- | ----- | - | - | - | - | - | - |
| 2 910 | 2 988 | 3 002 | - | - | - | - | - | - |

### Sport et loisirs
- Centre équestre ;
- Bassin d'apprentissage fixe de natation ;
- Base de loisirs de l'étang des Bois ;
- Pêche, chasse, chasse à courre tous les mercredis et samedis.
- Gymnase: Handball, Foot en salle, Escalade, Judo, Badminton,

Le sentier de grande randonnée GR de Pays du Gâtinais passe dans le sud de la commune ; le GR3B la traverse également.

### Cadre de vie
La commune possède le label « Ville fleurie », deux fleurs lui ont été attribuées par le Conseil national des villes et villages fleuris de France dans le cadre du concours des villes et villages fleuris.

### Culture
- Observations de la faune en forêt d'Orléans conduites par l'office national des forêts : balbuzard pêcheur, du 1er juin au 15 août ; brame du cerf en septembre ;
- Le Cinémobile s'installe une fois par mois sur le mail de la salle Blanche-de-Castille ;
- Bibliothèque municipale ;
- Théâtre au CRACT.

## Économie
La commune possède la petite zone artisanale des Dentelles, sur laquelle sont installées trois entreprises dont deux de menuiserie et un magasin d’outillage et matériaux de construction. Cependant toute nouvelle installation d'entreprise doit maintenant se faire sur le Parc d'Activités du Pays de Lorris, qui appartient à la communauté de communes de Lorris.
Ressources et productions agricoles : 24 établissements encore en activité exploitent environ 1 200 hectares.
- Cultures céréalières ;
- Bovins, ovins, volailles.

## Culture locale et patrimoine

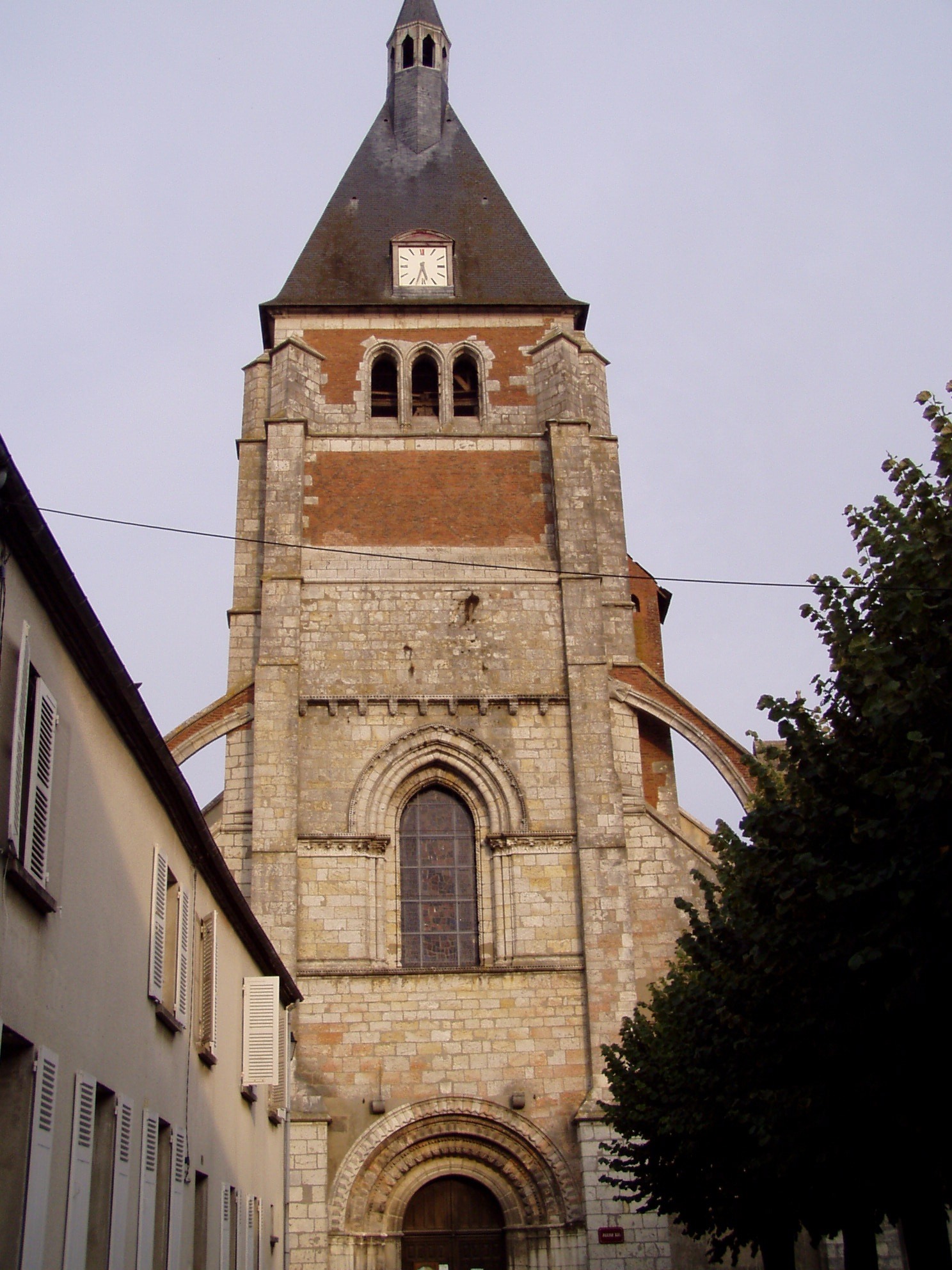
Le clocher de l'église Notre-Dame.

### Lieux et monuments
- La ville était entourée de fortifications dont on peut à peine, aujourd'hui, deviner le tracé. De même, l'ancien château royal des Salles (XIe siècle) a complètement disparu
- La halle du XVe siècle[106], reconstruite en 1992 dans le style originel avec ornements de briques polychromes, a été inscrite monuments historiques le 17 février 1987. Ce bâtiment, construit en 1452-1453, avait succédé à une halle du XIIe siècle qui fut brûlée par les Anglais vers 1358-1360.
- L’hôtel de ville date du XVe siècle de style Renaissance. Il a été classé monument historique en 1862[107]
- L’église Notre-Dame, de style roman, date du XIIe siècle. Elle contient un orgue datant de 1501, parmi les plus vieux d'Europe et le plus vieil instrument en fonction en France[108]. Cet orgue a été restauré entre 1970 et 1974 et est classé monument historique. Selon les coutumes de l'époque, il est placé au-dessus d'un pilier de la nef (étant donné que les grandes orgues de l'époque étaient de taille encore modeste et que leur sonorité était bien moins puissante que celle des grandes orgues romantiques ou modernes). Une chapelle latérale du XVIe siècle contient plusieurs statuettes polychromes[109].
- Le musée horloger Georges Lemoine[110]
- Le musée départemental de la Résistance et de la Déportation est installé dans le bâtiment de la gare de Lorris (ancienne ligne d'Auxy - Juranville à Bourges, pour des directs Paris - Bourges).

### Personnalités liées à la commune
- Guillaume de Lorris (v.1200-v.1238), poète français et coauteur du Roman de la Rose, né à Lorris ;
- Eudes de Lorris (?-1274), évêque de Bayeux ;
- Jean-François Girard, curé dans la commune et député pour le clergé du bailliage de Montargis aux États généraux de 1789[111] ;
- Félix du Temple (1823-1890), officier de marine, général de brigade, et pionnier de l'aéronautique français, né à Lorris.
- Augustin Sageret (1763-1851), botaniste français pionnier de l'hybridation végétale. Il conduit des recherches agronomiques à Lorris où il s'installe vers 1819.

### Archives
- Coutume de Lorris ou Charte de Lorris qui y fut promulguée en 1134 par le roi de France Louis VI le Gros. L'original de ce document a été perdu, la première version conservée date de 1155.

### Héraldique
| Blason de Lorris | Les armes de Lorris se blasonnent ainsi : D'azur à la lettre L capitale couronnée d'or, accompagnée de trois fleurs de lys du même et en chef d'un lambel d'argent. Par ailleurs, Malte-Brun donne le blasonnement suivant : « D'azur, à la lettre capitale L couronnée d'or, accompagnée de trois fleurs de lis d'or, deux en chef et une en pointe, surmontée d'un lambel d'argent de trois pendants en chef ». |